# Chironius
Chironius es un género de serpientes de la familia Colubridae y subfamilia Colubrinae. Incluye 18 especies que se distribuyen por Sudamérica y América Central. 

## Especies
Se reconocen a las siguientes especies:
- Chironius bicarinatus (Wied, 1820)
- Chironius carinatus (Linnaeus, 1758)
- Chironius challenger Kok, 2010
- Chironius dracomaris Sudré, Andrade-Junior, Folly, Azevedo, Ávila, Curcio, Nunes & Passos, 2024[2]
- Chironius exoletus (Linnaeus, 1758)
- Chironius flavolineatus (Boettger, 1885)
- Chironius foveatus Bailey, 1955
- Chironius fuscus (Linnaeus, 1758)
- Chironius grandisquamis (Peters, 1869)
- Chironius laevicollis (Wied, 1824)
- Chironius laurenti Dixon, Wiest & Cei, 1993
- Chironius monticola Roze, 1952
- Chironius multiventris Schmidt & Walker, 1943
- Chironius quadricarinatus (Boie, 1827)
- Chironius scurrulus (Wagler, 1824)
- Chironius septentrionalis Dixon, Wiest & Cei, 1993
- Chironius vincenti (Boulenger, 1891)
- Chironius wiphala (Quinteros et al., 2024)[3]